# جایزه بهترین فیلم‌نامه جشنواره کن

جایزه بهترین فیلم‌نامه (به فرانسوی: Prix du scénario) جایزه‌ای است که توسط هیئت داوران جشنواره کن به بهترین فیلم‌نامه از میان فیلم‌های برگزیده تعلق می‌گیرد. این جایزه اولین بار در سال ۱۹۴۹ میلادی اهدا شد.

## برندگان جایزه
| سال     | نویسنده                                                                  | فیلم                                          | عنوان اصلی                                    |                                               |
| ------- | ------------------------------------------------------------------------ | --------------------------------------------- | --------------------------------------------- | --------------------------------------------- |
| ۱۹۴۶–۴۷ | بدون جایزه                                                               | بدون جایزه                                    | بدون جایزه                                    | بدون جایزه                                    |
| ۱۹۴۹    | آلفرد ال. ورکر، Eugene Ling و Virginia Shaler (ایالات متحدهٔ آمریکا)      | Lost Boundaries                               |                                               |                                               |
| ۱۹۵۱    | ترنس رتیگان (بریتانیا)                                                   | The Browning Version                          |                                               |                                               |
| ۱۹۵۲    | پیرو تلینی (ایتالیا)                                                     | پلیس‌ها و دزدها                                | Guardie e ladri                               |                                               |
| ۱۹۵۳–۵۷ | بدون جایزه                                                               | بدون جایزه                                    | بدون جایزه                                    | بدون جایزه                                    |
| ۱۹۵۸    | پیر پائولو پازولینی، ماسیمو فرانچوزا و پاسکواله فستا کامپانیله (ایتالیا) | شوهران جوان                                   | Giovani mariti                                |                                               |
| ۱۹۵۹–۶۲ | بدون جایزه                                                               | بدون جایزه                                    | بدون جایزه                                    | بدون جایزه                                    |
| ۱۹۶۳    | دومیترو کارابات (رومانی), آنری کولپی و ایو جمیاک (فرانسه)                | Codine                                        | Codine                                        |                                               |
| ۱۹۶۴    | بدون جایزه                                                               | بدون جایزه                                    | بدون جایزه                                    | بدون جایزه                                    |
| ۱۹۶۵    | پیر شوئندورفر (فرانسه)                                                   | The 317th Platoon                             |                                               |                                               |
| ۱۹۶۵    | ری ریگبی (بریتانیا)                                                      | تپه                                           | The Hill                                      |                                               |
| ۱۹۶۶    | بدون جایزه                                                               | بدون جایزه                                    | بدون جایزه                                    | بدون جایزه                                    |
| ۱۹۶۷    | الیو پتری (ایتالیا)                                                      | We Still Kill the Old Way                     | A ciascuno il suo                             |                                               |
| ۱۹۶۷    | آلن ژوسوا (فرانسه)                                                       | The Killing Game                              | Jeu de massacre                               |                                               |
| ۱۹۶۸    | جشنواره متوقف شد و هیچ جایزه‌ای جایزه اهدا نشد                            | جشنواره متوقف شد و هیچ جایزه‌ای جایزه اهدا نشد | جشنواره متوقف شد و هیچ جایزه‌ای جایزه اهدا نشد | جشنواره متوقف شد و هیچ جایزه‌ای جایزه اهدا نشد |
| ۱۹۶۹–۷۳ | بدون جایزه                                                               | بدون جایزه                                    | بدون جایزه                                    | بدون جایزه                                    |
| ۱۹۷۴    | استیون اسپیلبرگ، هال باروود و متئو رابینز (ایالات متحدهٔ آمریکا)          | شوگرلند اکسپرس                                | The Sugarland Express                         |                                               |
| ۱۹۷۵–۷۹ | بدون جایزه                                                               | بدون جایزه                                    | بدون جایزه                                    | بدون جایزه                                    |
| ۱۹۸۰    | فوریو اسکارپلی، اجنوره اینکروچی و اتوره اسکولا (ایتالیا)                 | تراس                                          | La Terrazza                                   |                                               |
| ۱۹۸۱    | ایشتوان سابو (مجارستان)                                                  | مفیستو                                        | Mephisto                                      |                                               |
| ۱۹۸۲    | یژی اسکولیموفسکی (لهستان)                                                | شب‌کاری                                        | Moonlighting                                  |                                               |
| ۱۹۸۳    | بدون جایزه                                                               | بدون جایزه                                    | بدون جایزه                                    | بدون جایزه                                    |
| ۱۹۸۴    | تاناسیس والتینوس و تئو آنگلوپولوس (یونان), تونینو گوئرا (ایتالیا)        | سفر به سیترا                                  | Taxidi sta Kythira                            |                                               |
| ۱۹۸۵–۹۳ | بدون جایزه                                                               | بدون جایزه                                    | بدون جایزه                                    | بدون جایزه                                    |
| ۱۹۹۴    | میشل بلان (فرانسه)                                                       | Grosse fatigue                                |                                               |                                               |
| ۱۹۹۵    | بدون جایزه                                                               | بدون جایزه                                    | بدون جایزه                                    | بدون جایزه                                    |
| ۱۹۹۶    | ژاک اودیار و آلن لو آنری (فرانسه)                                        | قهرمان خودساخته                               | Un héros très discret                         |                                               |
| ۱۹۹۷    | جیمز شیمس (ایالات متحدهٔ آمریکا)                                          | طوفان یخ                                      | The Ice Storm                                 |                                               |
| ۱۹۹۸    | هال هارتلی (ایالات متحدهٔ آمریکا)                                         | هنری فول                                      | Henry Fool                                    |                                               |
| ۱۹۹۹    | یوری آرابوف (روسیه)                                                      | مولوخ                                         | Moloch                                        |                                               |
| ۲۰۰۰    | جیمز فلمبرگ و جان سی. ریچاردز (ایالات متحدهٔ آمریکا)                      | پرستار بتی                                    | Nurse Betty                                   |                                               |
| ۲۰۰۱    | دانیس تانویچ (بوسنی و هرزگوین)                                           | سرزمین هیچ‌کس                                  | No Man's Land                                 |                                               |
| ۲۰۰۲    | پل لاورتی (بریتانیا)                                                     | Sweet Sixteen                                 |                                               |                                               |
| ۲۰۰۳    | دنیس آرکند (کانادا/ فرانسه)                                              | تهاجم بربرها                                  | Les invasions barbares                        |                                               |
| ۲۰۰۴    | انییس ژاوی و ژان-پیر باکری (فرانسه)                                      | Look at Me                                    | Comme une image                               |                                               |
| ۲۰۰۵    | گی‌یرمو آریاگا (مکزیک)                                                    | سه خاک‌سپاری ملکیادس استرادا                   | The Three Burials of Melquiades Estrada       |                                               |
| ۲۰۰۶    | پدرو آلمودوار (اسپانیا)                                                  | بازگشت                                        | Volver                                        |                                               |
| ۲۰۰۷    | فاتح آکین (آلمان / ترکیه)                                                | لبه بهشت                                      | Auf der anderen Seite                         |                                               |
| ۲۰۰۸    | برادران داردن (بلژیک)                                                    | سکوت لورنا                                    | Le silence de Lorna                           |                                               |
| ۲۰۰۹    | می فنگ (چین)                                                             | Spring Fever                                  | 春风沉醉的晚上 (Chun feng chen zui de ye wan) |                                               |
| ۲۰۱۰    | لی چانگ-دونگ (کره جنوبی)                                                 | شاعری                                         | 시 (Si)                                       |                                               |
| ۲۰۱۱    | جوزف سدار (اسرائیل)                                                      | پانویس                                        | Hearat Shulayim                               |                                               |
| ۲۰۱۲    | کریستین مونجیو و تاتیانا نیکولسکو بارن (رومانی)                          | آن‌سوی تپه‌ها                                   | După dealuri                                  |                                               |
| ۲۰۱۳    | جیا ژانکو (چین)                                                          | A Touch of Sin                                | 天注定 (Tiān zhùdìng)                         |                                               |
| ۲۰۱۴    | آندری زویاگینتسف و اولگ نگین (روسیه)                                     | لویاتان                                       | Левиафан                                      |                                               |
| ۲۰۱۵    | میشل فرانکو (مکزیک)                                                      | مزمن                                          | Chronic                                       |                                               |
| ۲۰۱۶    | اصغر فرهادی (ایران)                                                      | فروشنده                                       | فروشنده                                       |                                               |
| ۲۰۱۷    | یورگوس لانتیموس و Efthymis Filippou (یونان)                              | کشتن گوزن مقدس                                | The Killing of a Sacred Deer                  |                                               |
| ۲۰۱۷    | لین رمزی (بریتانیا)                                                      | تو هرگز واقعاً اینجا نبودی                     | You Were Never Really Here                    |                                               |
| ۲۰۱۸    | جعفر پناهی و نادر ساعی‌ور (ایران)                                         | سه رخ                                         | 3 Faces                                       |                                               |
| ۲۰۱۸    | آلیچه رورواکر (ایتالیا)                                                  | لازاروی خوشحال                                | Happy as Lazzaro                              |                                               |